# Cala Pedrosa (Castell d'Aro)
La Cala Pedrosa és una petita platja del municipi de Castell d'Aro, Platja d'Aro i s'Agaró (Baix Empordà), situada al final d'una llengua de mar i flanquejada per parets de roca granítica, a la urbanització de s'Agaró, entre el Racó de s'Agaró i la platja de sa Conca. Orientada a l'est-sud-est, té una longitud de 22 m i una amplada mitjana de 13 m, formada de grava, còdols i blocs. El fons és bastant rocós. No disposa de cap tipus de servei. S'hi accedeix pel camí de ronda de s'Agaró, també anomenat camí de ronda de Josep Ensesa i Gubert.
La cala està flanquejada a la dreta per la punta de cala Pedrosa, les roques planes de la qual es poden utilitzar per prendre el sol.
A les escales del punt d'accés a la platja el pot observar un bloc de granodiorita que correspon al menhir de Cala Pedrosa i que data d'entre el IV i el II mil·lenni aC.